# Друга Яссько-Кишинівська операція
Дру́га Я́ссько-Кишині́вська опера́ція (20—29 серпня 1944) — стратегічна наступальна операція південного крила радянських військ на Східному фронті Другої світової війни з метою розгрому великого угруповання німецьких та румунських військ, що прикривали балканський напрямок, вигнання нацистських окупантів з Молдавської РСР та виведення Румунії з війни.
Проводилася військами 2-го і 3-го Українських фронтів за сприяння сил Чорноморського флоту і Дунайської військової флотилії. Додатково були введені 4-й гвардійський кавалерійський корпус (кд-3) і 2 стрілецькі бригади.
У рамках даної операції проведені:
- Яссько-Фокшанська
- Кишинівсько-Ізмаїльська фронтові наступальні операції.

## Напередодні битви
26 березня 1944 війська 2‑го Українського фронту вийшли до кордону з Румунією. Ще до початку наступу розвідка забезпечила радянське командування необхідною інформацією про стан прикордонної смуги, кількість техніки та живої сили противника. Біля Флорешти група розвідників на чолі з сержантом Романенком знищила невеликий німецький загін, що пересувався на машинах, і на захопленому транспорті помчала вперед, до Пруту. У місцевих жителів знайшлося кілька човнів, на яких група подолала річку, добула важливі документи й «язика».
27 березня воїни 27-ї та 40‑ї армій генерал-лейтенантів С. Г. Трофименка та П. Ф. Жмаченка першими форсували р. Прут. У розпалі боїв командуючий 2‑м Українським фронтом маршал Радянського Союзу І. С. Конєв одержав розпорядження Ставки про припинення активних дій, оскільки 12 квітня урядові Румунії було направлено умови перемир'я. Антонеску відповів на цю пропозицію оголошенням тотальної мобілізації та продовженням війни на боці Німеччини. Після цього війська 2‑го Українського фронту відновили наступ. Пройшовши з боями близько 100 км, вони на середину травня захопили міста Ботошані, Радеуці, Сучаву, Фелтічені й відтіснили ворога до передгір'я Карпат і міста Ясси.
Бойові дії в Румунії з квітня по серпень 1944 характеризувалися як бої місцевого значення, однак були вони досить кровопролитними й відіграли значну роль у створенні умов для проведення Яссько-Кишинівської операції.
До серпня 1944 року для радянських військ на балканському напрямі склалася сприятлива обстановка для завдання вирішального удару. Німецьке командування літом 1944 роки перекинуло з цього напряму до Білорусі і Західної України 12 дивізій, тим самим послабивши групу армій «Південна Україна». Не зважаючи на це, німецько-румунське командування створило тут потужну глибоко ешелоновану оборону, що складалася із 3-4 оборонних смуг, пов'язаних з водними перешкодами і горбуватою місцевістю. Сильні оборонні обгородження підперізували багато міст і інші населені пункти Молдавської РСР і східної Румунії.
Політична обстановка в Румунії до того часу була складною. 4 серпня 1944 року сталася зустріч румунського лідера І. Антонеску з Гітлером. На цій зустрічі Гітлер запевнив румунського союзника, що вермахт захищатиме Румунію так само, як і Німеччину. Але, у свою чергу, він зажадав від Антонеску, аби незалежно від обставин Румунія залишалася союзником Рейху і взяла на себе утримання німецьких військ, що діяли на румунській території. Проте в самій Румунії все більше зростала незадоволеність режимом Антонеску. Багато хто вже не вірив в успішний для Країн Осі розвиток подій на фронтах і побоювався загрози окупації Румунії радянськими військами.

Схема проведення Яссько-Кишинівської операції

## Планування операції
За задумом Ставки ВГК радянські війська повинні були використовуючи вигідну конфігурацію лінії фронту по відношенню до угруповання противника, прорвати його оборону на двох ділянках, розвинути наступ по напрямам, що сходяться до району Хуші—Васлуй—Фелчу, оточити і знищити основні сили групи армій «Південна Україна» в районах Ясс і Кишинева, а надалі швидко просуватися углиб Румунії.
Радянське командування вважало, що румунські війська, які були в основному зосереджені на флангах, менш боєздатні, ніж німецькі. Тому було прийнято рішення завдати головного удару по флангах угруповання противника на двох далеко віддалених один від одного ділянках. 2-й Український фронт завдавав удару на північний захід від Ясс, 3-й Український фронт — на південь від Бендер (Суворовська гора). При цьому необхідно було переконати противника, що основного удару передбачається завдати на тактично вигіднішому кишинівському напрямі. Для цієї мети були розроблені і проведені спеціальні заходи оперативного маскування.
Згідно з директивою Ставки від 2 серпня 1944 року, 2-й Український фронт отримав завдання прорвати оборону противника, завдаючи удару силами трьох загальновійськових і танкової арміями в напрямку на Ясси — Фельчиул. На першому етапі операції війська повинні були захопити переправи через річку Прут і спільно з військами 3-го Українського фронту розбити кишинівське угруповання противника, не допускаючи її відходу, а потім розвивати наступ в загальному напрямі на Фокшани, забезпечуючи правий фланг ударного угруповання з боку Карпат.
3-му Українському фронту було поставлено завдання прорвати оборону противника на південь від Бендер і завдати удару силами військ трьох загальновійськових армій у напрямі Хуші, забезпечуючи ударне угруповання фронту з півдня. На першому етапі їм належало у взаємодії з військами 2-го Українського фронту розгромити кишинівське угруповання противника і опанувати рубіж Леова, Молдавка, надалі розвивати наступ в загальному напрямі на Рені і Ізмаїл, не допускаючи відходу противника за річки Прут і Дунай. Танкову армію, танкові і механізовані корпуси фронтам пропонувалося використовувати після прориву оборони противника для якнайшвидшого захвату переправ на річці Прут, а 5-й гвардійський кавалерійський корпус — для форсування річки Серет і забезпечення військ 2-го Українського фронту із заходу.
Чорноморському флоту належало здійснити вогневу підтримку приморського флангу Третього Українського фронту, забезпечити їм форсування Дністровського лиману, висадити тактичні десанти, порушувати прибережні морські комунікації Німеччини і Румунії, знищувати кораблі противника і завдавати масованих авіаційних ударів по військово-морських базах Констанца та Сулина.
Дунайська флотилія повинна була сприяти військам 3-го Українського фронту у форсуванні Дунаю.

## Сили сторін

### СРСР
- 2-й Український фронт (командувач генерал армії Р. Я. Малиновський). До його складу входили 27-ма армія, 40-ва армія, 52-га армія, 53-тя армія, 4-та гвардійська армія, 7-ма гвардійська армія, 6-та танкова армія, 18-й окремий танковий корпус і кінно-механізована група. Авіаційну підтримку фронту здійснювала 5-та повітряна армія.
- 3-й Український фронт (командувач генерал армії Ф. І. Толбухин). До його складу входили 37-ма армія, 46-та армія, 57-ма армія, 5-та ударна армія, 7-й механізований корпус, 4-й гвардійський механізований корпус. Авіаційну підтримку фронту подавала 17-та повітряна армія, у складі якої було 2200 літаків.
- Чорноморський флот (командувач адмірал Октябрський П. С.), до складу якого також входила Дунайська військова флотилія (командувач контр-адмірал Горшков С. Г.). Флот мав в своєму складі 1 лінкор, 4 крейсери, 6 есмінців, 30 підводних човнів і 440 кораблів інших класів. ВПС Чорноморського флоту налічували 691 літак.

Радянські війська налічували 1314 тис. чоловік, 16 тис. гармата та мінометів, 1870 танків і самохідно-артилерійських установок, 2200 бойових літаків. На ділянках прориву оборони противника (на 2-му Українському фронті — 16 км, на 3-му — 18 км) була створена висока оперативна щільність військ, що наступають, — до 240 гармат та мінометів і до 56 танків і самохідно-артилерійських установок на 1 км фронту. Стрілецькі дивізії наступали на фронті менше 1 км.

### Німеччина і Румунія
- Група армій «Південна Україна» (командувач генерал-полковник Й. Фріснер). До її складу входили:
  - армійська група «Велер» (8-ма німецька армія, 4-та румунська армія та 17-й армійський німецький корпус)
  - армійська група «Думітреску» (6-та німецька армія та 3-тя румунська армія)

Всього: 25 німецьких, 22 румунських дивізії і 5 румунських бригад; 900 тис. о/с, 7600 гармат та мінометів, понад 400 танків і штурмових установок.
Авіаційну підтримку військам надавав 4-й повітряний флот, у складі якого було 810 німецьких і румунських літаків.

### Співвідношення сторін
Співвідношення сил в Яссько-Кишинівській операції
(станом на 20 серпня 1944 року)
| СРСР | СРСР            | Співвідношення | Третій Рейх Румунське королівство | Третій Рейх Румунське королівство                                                     |
| Війська | 1 314 200       | 1,46 : 1       | 900 000                           | Війська                                                                               |
| 2-й Український фронт (сд-46, пдд — 7, кд-3, мк-2, тк-3, отбр-1, сабр- 1, УР-2) 3-й Український фронт (сд-34, пдд- 1, мк-1, омсбр- 1, отбр-1, УР-1). Всього: дивізій — 91, мк и тк — 6, бригад — 4, УР — 3. | 771 200 523 000 | 1,46 : 1       | 190 000                           | Група армій «Південна Україна» (47 дивізій, в тому числі румунських — 22; бригад — 5) |
| Чорноморський флот СРСР Дунайська військова флотилія | 20 000          | 1,46 : 1       | 190 000                           | Група армій «Південна Україна» (47 дивізій, в тому числі румунських — 22; бригад — 5) |
| Артилерія і міномети | 16 000          | 2,1-2,5 : 1    | 7 600                             | Артилерія і міномети                                                                  |
| Танки і САУ | 1 870           | 4,68 : 1       | 400                               | Танки і САУ                                                                           |
| Літаки | 2 200           | 2,71 : 1       | 810                               | Літаки                                                                                |

сд — стрілецька дивізія, пдд — повітряно-десантна дивізія, кд — кавалерійська дивізія, тд — танкова дивізія, мд — моторизована дивізія, мк — механізований корпус, тк — танковий корпус, сабр — самохідно-артилерійська бригада, отбр — окрема танкова бригада, бр — бригада, УР — укріплений район

## Хід операції
Яссько-Кишинівська наступальна операція почалася рано вранці 20 серпня 1944 року з потужного артилерійського наступу, що тривав 1 год. 45 хв., перша частина якого полягала в придушенні ворожої оборони перед атакою піхоти і танків, а друга — в артилерійському супроводі атаки. О 7 годині 40 хвилин, радянські війська, що супроводжувалися подвійним вогневим валом, перейшли в наступ з Кицканського плацдарму і з району на захід від Ясс. Одночасно штурмова авіація групами по 8—20 літаків з інтервалами в 15 хвилин завдавала бомбових і штурмових ударів по найсильнішим опорним пунктам і вогневим позиціям артилерії противника. Управління військами в ланці батальйон — полк — дивізія було ворогом втрачено.
Вогневе ураження було настільки сильним, що перша смуга німецької оборони була майже повністю знищена. От як описує стан німецької оборони в своїх спогадах один з учасників тих боїв:
Коли ми рушили вперед, то на глибину приблизно десять кілометрів місцевість була чорною. Оборона противника практично була знищена. Ворожі траншеї, вириті в повне зростання, перетворилися на дрібні канави, завглибшки не більше ніж по коліно. Бліндажі були зруйновані. Інколи попадалися дивом уцілілі бліндажі, але солдати противника, що знаходилися в них, були мертві, хоча ми не бачили слідів поранень. Смерть наставала від високого тиску повітря після розривів снарядів і ядухи.
Сприятливу обстановку використали війська ударних угруповань фронтів для розвитку високих темпів наступу і прориву тактичної оборони противника в найкоротший термін.
З'єднання 2-го Українського фронту в першій половині дня прорвали дві смуги оборони противника. У смузі 27-ї армії генерал-лейтенанта С. Г. Трофіменка почалося введення в прорив 6-ї танкової армії генерал-лейтенанта А. Г. Кравченка, чим викликала в рядах німецько-румунських військ, як визнав командувач групою армій «Південна Україна» генерал Й. Фріснер, «неймовірний хаос».
Німецьке командування, намагаючись зупинити просування радянських військ в районі Ясс, кинуло в контратаки три піхотні і одну танкову дивізії. Але це не змінило становища. На другий день наступу ударне угруповання 2-го Українського фронту вело вперту боротьбу за третю смугу на хребті Маре, а 7-ма гвардійська армія і кінно-механізована група — за Тиргу-Фрумос.
До кінця 21 серпня війська фронту розширили прорив до 65 км по фронту і до 40 км в глибину і, здолавши все три оборонні смуги, опанували містами Ясси і Тиргу-Фрумос, тим самим узявши два потужні укріплені райони за мінімальний строк.
20 серпня, при прориві оборони противника, в боях в районі Тиргу-Фрумос відзначився сержант Олександр Шевченко. Просування його роти було під загрозою зриву через противника, що вів з ДЗОТу вогонь. Спроби подавити ДЗОТ артилерійським вогнем із закритих вогневих позицій успіху не принесли. Тоді Шевченко кинувся на амбразуру і закрив її своїм тілом, відкривши дорогу штурмовій групі. За цей подвиг Шевченка посмертно було присвоєно звання Героя Радянського Союзу.
3-й Український фронт успішно просувався на південній ділянці, на стику 6-ї німецької і 3-ї румунської армій. Атака була настільки стрімкою, що під кінець першого дня операції його війська завершили прорив головної смуги оборони противника і вийшли до другої оборонної смуги, місцями уклинившись на глибину 10—12 км і розширивши фронт прориву до 40 км. Це створило сприятливі умови для розвитку стрімкого наступу в глибину і для ізоляції з'єднань 3-ї румунської армії з метою подальшого їх розгрому по частинах.
Противник, прагнучи зірвати наступ, що розпочався, з ранку 21 серпня підтягнув резерви і, спираючись на другу смугу оборони, наніс контрудар по військах 37-ї армії генерал-лейтенанта І. Т. Шлеміна, покладаючи особливі надії на дії своєї 13-ї танкової дивізії. Проте всі його спроби зупинити наступ виявилися безуспішними. Вимотавши і знекровивши противника, війська 37-ї армії рішучою атакою опанували населеним пунктом Єрмоклія, а наприкінці дня вийшли в район Опач. З'єднання 46-ї армії до того часу вийшли в район Алексендрень.
Під кінець другого дня операції війська 3-го Українського фронту ізолювали 6-ту німецьку армію від 3-ї румунської, замкнувши кільце оточення 6-ї німецької армії біля села Леушень. Її командувач втік, кинувши війська.
Активно фронтам допомагала авіація. За два дні радянські льотчики здійснили близько 6350 вильотів. Авіація Чорноморського флоту завдавала ударів по румунських і німецьких кораблях і базах в Констанці і Суліні. Німецькі і румунські війська понесли великі втрати в живій силі і бойовій техніці, особливо на головній смузі оборони, і почали поспішно відступати. За перші два дні операції були повністю розгромлені 7 румунських і 2 німецьких дивізії.
Командувач групою армій «Південна Україна» Фріснер, детально проаналізувавши обстановку після першого дня наступу радянських військ, зрозумів, що битва складається не на користь групи армій і ухвалив рішення відвести війська групи армій за Прут і, попри відсутність наказу Гітлера, довів свій наказ до військ 21 серпня. Наступного дня, 22 серпня, дав дозвіл на відведення військ групи армій і Генеральний штаб, але було вже пізно.
На той час ударні угруповання радянських фронтів вже перехопили основні дороги відходу на захід. Німецьке командування продивилося можливість оточення своїх військ в районі Кишинева. У ніч на 22 серпня моряки Дунайської військової флотилії спільно з десантною групою 46-ї армії успішно форсували 11-кілометровий Дністровський лиман, оволоділи містом Аккерман і почали розвивати наступ в південно-західному напрямку.
21 серпня Ставка ВГК видала директиву, згідно з якою було необхідно «об'єднаними зусиллями двох фронтів швидше замкнути кільце оточення противника в районі Хуші, після чого звужувати це кільце з метою знищення або полонення кишинівського угруповання противника».
Виконуючи наказ Ставки, війська 2-го Українського фронту продовжували розвивати наступ. 22 серпня перейшли в наступ з'єднання 4-ї гвардійської армії генерал-лейтенанта І. В. Галаніна, що завдавала головного удару на правому фланзі уздовж східного берега річки Прут. До кінця дня війська фронту глибоко охопили угруповання противника в районі Ясс і Кишинева із заходу.
23 серпня 1944 з'єднання 27-ї армії 2-го Українського фронту завершили виконання завдання, запланованого на п'ять днів. Того ж дня 6-та танкова армія закінчила очищення від противника міста Васлуй і, просунувшись на 45 км південніше, опанувала місто Бирлад. Війська 7-ї гвардійської армії генерал-полковника М. С. Шумилова повністю здолали Тиргу-Фрумосський укріплений район і форсували річку Серет, а кінно-механізована група генерал-майора С. І. Горшкова оволоділа містом Роман. 73-й стрілецький корпус 52-ї армії цього ж дня опанував місто Хуші.
23 серпня після завершення оточення німецьких військ радянські фронти продовжувати просування на зовнішньому фронті. 46-та армія 3-го Українського фронту відтіснила війська 3-ї румунської армії до Чорного моря, де вона 24 серпня припинила опір. Цього ж дня кораблі Дунайської військової флотилії висадили десант у районі Жебріяни — Вилкове.
Також 24 серпня 5-та ударна армія під командуванням генерала Н. Е. Берзаріна зайняла столицю Молдавської РСР — Кишинів.
24 серпня був завершений перший етап стратегічної операції двох фронтів — прорив оборони і оточення яссько-кишинівського угруповання німецько-румунських військ. До результату дня радянські війська просунулися на 130—140 км. У оточенні виявилося 18 дивізій.
24-26 серпня Червона армія увійшла в Леово, Кагул, Котовськ. До 26 серпня з усієї території Молдавської РСР нацистські окупанти були вигнані.
У боях за вигнання нацистських окупантів з Молдавської РСР звання Героя Радянського Союзу було присвоєне більш ніж 140 бійцям і командирам.
Радянське командування направило 50 дивізій і основні сили обидвох повітряних армій углиб Румунії на допомогу антиурядовому повстанню, що спалахнуло 23 серпня 1944 у Бухаресті, а 34 дивізії були залишені для ліквідації оточеного угруповання. До 27 серпня оточене на сході від Пруту угруповання перестало існувати. До 28 серпня була знищена і та частина німецьких військ, якою удалося переправитися на західний берег Пруту з наміром пробитися до Карпатських перевалів.
Наступ радянських військ на зовнішньому фронті усе більш наростав. Війська Другого Українського фронту розвивали успішне просування у бік Північної Трансільванії і на фокшанському напрямі, 27 серпня зайняли Фокшани та вийшли на підступи до Плоєшті й Бухареста. З'єднання 46-ї армії Третього Українського фронту, наступаючи на південь по обох берегах Дунаю, відрізали шляхи відходу розбитим німецьким військам до Бухаресту.
Чорноморський флот і Дунайська військова флотилія сприяли наступу військ, висаджували десанти, завдавали ударів морською авіацією. 28 серпня були узяті міста Браїла і Сулина, 29 серпня — порт Констанца. Цього дня була завершена ліквідація оточених військ противника на заході від річки Прут. На цьому Яссько-Кишинівська операція завершилася.

## Підсумки операції
Яссько-Кишинівська операція зробила великий вплив на подальший хід війни на Балканах. В ході неї були розгромлені основні сили групи армій «Південна Україна», виведене з війни Румунське королівство, вигнані нацистські окупанти з Молдавської РСР та Ізмаїльської області Української РСР. Хоча до кінця серпня більша частина Румунії все ще знаходилася в руках німців та пронацистських румунських сил, вони вже не змогли організувати на території країни потужних оборонних рубежів.
31 серпня війська 2-го Українського фронту вступили до Бухаресту, зайнятого румунськими повстанцями. Бої за Румунію продовжувалися до кінця жовтня 1944 року (Румунська операція). 12 вересня 1944 року в Москві радянський уряд від імені союзників — СРСР, Великої Британії і США — підписав угоду про перемир'я з Румунією.
Яссько-кишинівська операція увійшла до історії військового мистецтва як «Яссько-Кишинівські Канни». Вона характеризувалася майстерним вибором напрямів головних ударів фронтів, високим темпом наступу, швидким оточенням і ліквідацією крупного угруповання противника, тісною взаємодією всіх видів військ. За підсумками операції 126 з'єднань і частин удостоєно почесних найменувань Кишинівських, Ясських, Ізмаїльських, Фокшанських, Римникських, Констанцських і інших.
Яссько-Кишинівська наступальна операція, мабуть, одна з небагатьох крупних стратегічних операцій Німецько-радянської війни, в якій перемога над ворогом була досягнута порівняно малими жертвами. В ході операції радянські війська втратили 12,5 тисяч чоловік, тоді як німецькі і румунські війська втратили 18 дивізій. 208 600 німецьких і румунських солдатів і офіцерів попали в полон.

### Мемуари
- Фриснер Г. Проигранные сражения. — М. : Воениздат, 1966. (рос.)